# Achitofel
Achitofel z Gilo (XI/X w. p.n.e.) – postać biblijna, doradca Dawida, króla Izraela.
Stanął po stronie Absaloma, gdy ten zbuntował się przeciwko ojcu. Achitofel doradzał szybkie rozprawienie się z Dawidem, widząc w tym jedyną szansę na pokonanie tego ostatniego. Absalom został jednak przekonany przez innego doradcę – Chuszaja, w rzeczywistości ukrytego stronnika Dawida – aby poczekać i zebrać liczniejsze siły. Achitofel, widząc nieuchronną klęskę Absaloma, powrócił do rodzinnego Gilo, gdzie się powiesił.
Według Hagady był największym mędrcem w Izraelu.
Synem Achitofela był Eliam, należący do Bohaterów Dawida. Przypuszcza się, że był on identyczny z Eliamem ojcem Batszeby.

## Biblizmy
- Achitofel – wiarołomny przyjaciel, zdradliwy doradca (2Sm 17,15-23)

Doradca króla Dawida, zdradził go, przyłączając się do sprzysiężenia Absaloma.